# 2020年IAI ウェストウィンドオーバーラン事故
2020年IAI ウェストウィンドオーバーラン事故は、2020年3月29日に発生した航空事故である。ニノイ・アキノ国際空港から東京国際空港へ向かう予定だった、ライオンエアー（フィリピンのチャーター便運航会社）の救急便（IAI 1124A ウェストウィンド II）がニノイ・アキノ国際空港からの離陸時に滑走路をオーバーランし、乗員乗客8人全員が死亡した。この事故はIAI 1124 ウエストウィンドで発生した最悪の航空事故である。

## 飛行の詳細

### フライトの目的
フィリピン国内で蚊に刺され、ジカウイルスに感染して重症のジカ熱を発症していたカナダ人男性の患者をカナダに送還するためのフライトであった。カナダ人男性は感染後にフィリピン国内の複数の病院を受診したが、新型コロナウイルス感染症の影響で病院側に受け入れ余力がなかったことから、羽田空港を経由して母国のカナダに向かうことになっていた。

### 事故機
事故機のIAI 1124A ウェストウィンド IIは1981年に製造され、2009年にライオンエアーが購入した。ライオンエアーは、フィリピンに本拠地を置くチャーター便を運航する航空会社で、事故機は保健医療省によってチャーターされていた。

### 乗員乗客
| 国籍           | 乗客 | 乗員 | 合計 |
| -------------- | ---- | ---- | ---- |
| フィリピン     | 3    | 3    | 6    |
| カナダ         | 1    | 0    | 1    |
| アメリカ合衆国 | 1    | 0    | 1    |
| 合計           | 5    | 3    | 8    |

搭乗していたのはフィリピン人のパイロット、乗員2人、医師、看護師、救命士とアメリカ人とカナダ人の乗客の計8人だった。このうちカナダ人の乗客は患者で、アメリカ人の乗客は同伴者だった。患者が新型コロナウイルスの感染者であるかは不明だと発表された。また、機体には医薬品も積載されていた。

## 事故の経緯
現地時間20時頃、IAI ウェストウィンドは滑走路06からの離陸滑走を開始した。離陸滑走中に右主脚のタイヤが破裂し、火花が飛び散った。すでにVRを上回っていたが、パイロットは離陸中止を試みた。機体は滑走路をオーバーランし、滑走路末端灯などに衝突して炎上した。事故により機体は炎上し、搭乗者8人は全員死亡した。

## 事故調査
空港当局は滑走路が閉鎖され、事故調査が行われていると発表した。フィリピン民間航空局は、ライオンエアーの飛行を停止することを検討していると述べた。ライオンエアーは、2019年9月にも墜落事故を起こし、7ヶ月で2度目の死亡事故だった。9月の事故では日系フィリピン人の看護師を含む9人が死亡していた。
空港職員の証言によれば、事故機は通常よりも長い距離を滑走していた。また、民間航空局は事故機が離陸滑走中に原因不明の火災に関する問題に直面していたと述べた。事故現場から回収されたコックピットボイスレコーダー（CVR）とフライトデータレコーダー（FDR）はオーストラリア運輸安全局（ATSB）へ送られ、キャンベラの施設で分析が行われた。
最終報告書ではVRを上回る速度でパイロットが離陸を中断したことと、高速での離陸中断時に要求されるスキルをパイロットが持っていなかったことが事故の原因として挙げられた。また、事故の要因として飛行計画書の提出が遅れ、パイロットが焦っていたことと、離陸前チェックリストを省略したことが挙げられた。